# Pudel średni
Pudel średni – rasa psa, należąca do grupy psów do towarzystwa, zaklasyfikowana do sekcji pudli. Zgodnie z klasyfikacją amerykańską, należy do grupy psów użytkowych.

## Rys historyczny
Pudle należą do grupy psów pochodzących od psa pierwotnego Canis familiaris intermedius. Był to pies średniej wielkości, którego szczątki pochodzące z epoki brązu (ok. 1600 lat p.n.e.) odnaleziono w Szwajcarii, Austrii i Czechach. W Europie pudle (ang. poodle, barbette) są znane od kilkuset lat. Ich nazwa pochodzi od starogermańskiego słowa "puddeln", co oznacza pluskać się w wodzie. W XV wieku powstawały pierwsze wizerunki pudli w sztuce, głównie malarstwie, stąd wniosek, że musiały być już w tym okresie znane jako typ psa. Pudle początkowo były wyspecjalizowanymi psami myśliwskimi do polowań wodnych.
Duży wpływ na rozpowszechnienie i popularyzację pudli w Europie Zachodniej miał styl życia władców i arystokracji, przemarsze wojsk, kontakty handlowe i dyplomatyczne. W Polsce znanym psem tej rasy był Bielik - pudel królewicza Zygmunta (późniejszego Zygmunta Starego). Bielik był na tyle znany, że Jan Matejko umieścił go na obrazie "Podniesienie dzwonu Zygmunta", pomimo tego, że pudel nie był już świadkiem tego wydarzenia. 

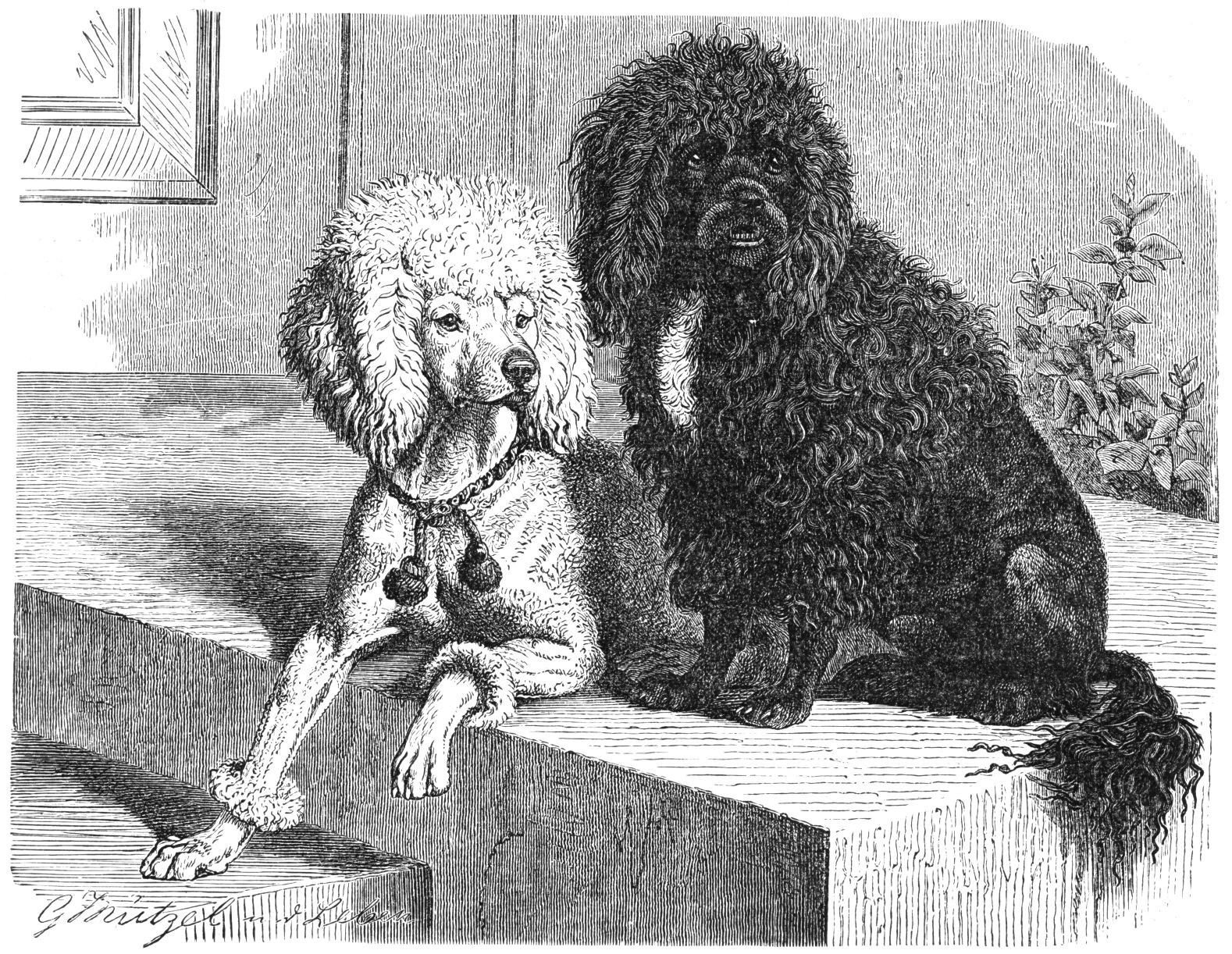

Na przełomie XVIII i XIX wieku zapoczątkowano sport kynologiczny, polegający na pokazie użytkowania, wystawie psów rasowych, podczas których oceniano zgodność z wzorcem i piękno pokroju rasy. W dodatku okres ten zainicjował zakładanie wielkich hodowli, systematyzacje ras. Od samego początku pudle występowały jako uformowana rasa w trzech odmianach wielkości. W 1886 r. w Anglii powstał Pierwszy Klub Pudli. Kolejne otwarto m.in. w Niemczech (1893 r.) i Francji (1922). Cesarsko-Galicyjskie Towarzystwo Gospodarcze zapoczątkowało sport wystawienniczy i tworzenie organizacji kynologicznych w Polsce dopiero po II połowie XIX w. 
Po I wojnie światowej i odzyskaniu niepodległości powstały zrzeszenia kynologiczne. Hodowcy i miłośnicy rasy pudel zrzeszeni byli w Polskim Związku Hodowców Psów Rasowych w Warszawie. W literaturze i czasopismach kynologicznych tamtego okresu uznawano pudle za rasę zasiedziałą, zadomowioną i tak powszechną, że nikt tego stanu specjalnie nie akcentował. II wojna światowa przerwała działalność polskiej kynologii, a po wojnie, choć sytuacja polityczna i gospodarcza kraju była trudna, kilka osób powoli zaczęło reaktywować związek kynologiczny. W 1948 roku powstały pierwsze oddziały Związku w Warszawie, Poznaniu, Wrocławiu, Inowrocławiu, Katowicach i Bydgoszczy oraz ukazał się pierwszy numer "Psa". Zaczęto pudla popularyzować jako psa domowego do towarzystwa, łatwego w hodowli i wychowaniu. W 1954 roku w Warszawie powstała sekcja "pudla i chow-chow", której celem było skupienie miłośników ras. Udzielano wtedy wskazówek dotyczących żywienia, wychowania, pielęgnacji. Ponadto organizowano pokazy rasy i kursy strzyżenia psa. Dwa lata później (1956 r.) po raz pierwszy wydano bezpłatnie rozdawane broszurki pt. Pudel – wzorzec i pielęgnacja. Pierwsza po wojnie Specjalna Wystawa Pudli odbyła się 20 listopada 1960 roku. 

## Szata i umaszczenie
Szata pudli jest gęsta, wełnista, kędzierzawa tworząca po rozczesaniu runo jednolite na całym ciele. Umaszczenie pudli powinno być jednolite, bez łat czy plam. Można wyróżnić pięć rodzajów umaszczenia pudli:
- biały,
- czarny,
- brązowy – czysty, dość ciemny, jednolity i ciepły odcień, który nie może przechodzić w kolor beżowy ani jaśniejsze kolory.
- srebrny – nie może przechodzić w czerń lub biel,
- morelowy (apricot) musi być jednolity. Nie może być zbliżony do koloru beżowego lub kremowego, ani rudego, kasztanowego, brązowego lub ich odcieni.

## Użytkowość
Początkowa użytkowością pudli była praca w wodzie (pies dowodny). Aby ułatwić mu pracę w tym środowisku psy strzyżono we fryzurę, w której włosy chroniły tylko najważniejsze części ciała (płuca, stawy, nerki, głowę oraz pozostawiono „kitkę” na ogonie, aby pies był widoczny gdy nurkuje). Obecnie są to typowe psy do towarzystwa.

## Zachowanie i charakter
W rankingu psów pod kątem inteligencji użytkowej i posłuszeństwa wśród 79 ras pudel jest na drugim miejscu po Border Collie.

## Zdrowie i pielęgnacja
Pudle nie linieją. Wymagają regularnej pielęgnacji w czesaniu i strzyżeniu, która uzależniona jest od wielu czynników m.in. rodzaju szaty, długości włosa, wieku psa oraz pogody.

## Popularność
Najpopularniejszymi miłośnikami i właścicielami pudli byli: Karol Wielki, Beethoven, Maria Callas czy Anneliese Rothenberger.